# Mamadou Dian I Camara
Pour les articles homonymes, voir Camara.
Mamadou Dian I Camara est un député et homme politique guinéen. Il est député uninominal de la circonscription de Lélouma entre 2020 et 2021.

## Parcours Politique
Lors des élections de mars 2020, il devient député uninominal de la commune de Lélouma,. Il est membre de la commission environnement, pêche, développement rural et durable de la IXe législative de la république de Guinée, sous la présidence Alpha Condé de mars 2020 au 5 septembre 2021.